# Toppspin
Topspin eller framåtskruv är när man ger fram framåtriktad spinn på bollen så att när den studsar, studsar den snabbare och högre. Motsatsen till topspin är backspin. Bollen får där med mer rörelsemängd när hasrighet på bollens rotation axel ökar. Detta är vanligast i racketsporter som tennis eller pingis men kan ge effekt på alla sporter där det används en cirkulär boll. Ett liknande exempel är när en boll får sidoskruv.